# Pterolophia chinensis
Pterolophia chinensis är en skalbaggsart som beskrevs av Stefan von Breuning 1982. Pterolophia chinensis ingår i släktet Pterolophia och familjen långhorningar. Inga underarter finns listade i Catalogue of Life.